# Miguel Dachelet
Miguel Dachelet (Luik, 16 januari 1988) is een Belgische voetballer die sinds januari 2019 uitkomt voor FC Wiltz 71. Dachelet is een verdediger.

## Biografie
Dachelet sloot zich op veertienjarige leeftijd aan bij de jeugdopleiding van Standard Luik. Op 30 augustus 2007 speelde hij z'n eerste en enige officiële wedstrijd ooit voor Standard: in de UEFA Cup-voorronde tegen het Luxemburgse UN Käerjeng 97 mocht hij in de blessuretijd invallen voor Landry Mulemo. Verdere speelminuten kwamen er niet bij Standard, waarop Dachelet in de zomer van 2008 naar Zulte Waregem trok.
Dachelet had bij Zulte Waregem nooit écht een vaste basisplaats, maar speelde in vier seizoenen toch 56 wedstrijden voor Essevee. In 2012 trok hij naar Lierse SK. Op het Lisp begon hij het seizoen als basisspeler, maar op het einde van het seizoen verloor hij zijn basisplaats, waardoor zijn contract er na één seizoen al met wederzijdse toestemming ontbonden werd. Dachelet verbond zich daarop aan tweedeklasser KSK Heist. Daar werd zijn aflopende contract na één seizoen niet verlengd.
In het seizoen 2014/15 zat Dachelet zonder club. In de zomer van 2015 vond hij onderdak bij tweedeklasser Seraing United, maar ook dat avontuur was maar één seizoen beschoren. Een jaar later trok hij naar RFC Meux in Tweede klasse amateurs. Van daaruit versierde hij in januari 2019 een transfer naar de Luxemburgse tweedeklasser FC Wiltz 71.

## Statistieken
| Seizoen        | Club           | Land            | Competitie         | Competitie | Competitie | Beker | Beker | Internationaal | Internationaal | Totaal | Totaal |
| Seizoen        | Club           | Land            | Competitie         | Wed.       | Dlp.       | Wed.  | Dlp.  | Wed.           | Dlp.           | Wed.   | Dlp.   |
| -------------- | -------------- | --------------- | ------------------ | ---------- | ---------- | ----- | ----- | -------------- | -------------- | ------ | ------ |
| 2007/08        | Standard Luik  | Vlag van België | Jupiler League     | 0          | 0          | 0     | 0     | 1              | 0              | 1      | 0      |
| 2008/09        | Zulte Waregem  | Vlag van België | Jupiler Pro League | 7          | 0          | 0     | 0     | —              | —              | 7      | 0      |
| 2009/10        | Zulte Waregem  | Vlag van België | Jupiler Pro League | 13         | 0          | 1     | 0     | —              | —              | 14     | 1      |
| 2010/11        | Zulte Waregem  | Vlag van België | Jupiler Pro League | 19         | 0          | 1     | 0     | —              | —              | 20     | 1      |
| 2011/12        | Zulte Waregem  | Vlag van België | Jupiler Pro League | 15         | 1          | 0     | 0     | —              | —              | 15     | 1      |
| 2012/13        | Lierse SK      | Vlag van België | Jupiler Pro League | 20         | 0          | 1     | 0     | —              | —              | 21     | 0      |
| 2013/14        | KSK Heist      | Vlag van België | Belgacom League    | 24         | 0          | 0     | 0     | —              | —              | 24     | 0      |
| 2014/15        | zonder club    |                 |                    |            |            |       |       |                |                |        |        |
| 2015/16        | Seraing United | Vlag van België | Proximus League    | 18         | 0          | 0     | 0     | —              | —              | 18     | 0      |
| Carrièretotaal | Carrièretotaal | Carrièretotaal  | Carrièretotaal     | 116        | 1          | 3     | 0     | 1              | 0              | 120    | 1      |

Bijgewerkt op 7 oktober 2018.